# Jurgi (Pasym)
Jurgi (deutsch Georgensguth) ist ein Dorf in der polnischen Woiwodschaft Ermland-Masuren. Es gehört zur Gmina Pasym (Stadt-und-Land-Gemeinde Passenheim) im Powiat Szczycieński (Kreis Ortelsburg).

## Geographische Lage
Jurgi liegt in der südlichen Mitte der Woiwodschaft Ermland-Masuren, elf Kilometer westlich der Kreisstadt Szczytno (deutsch Ortelsburg).

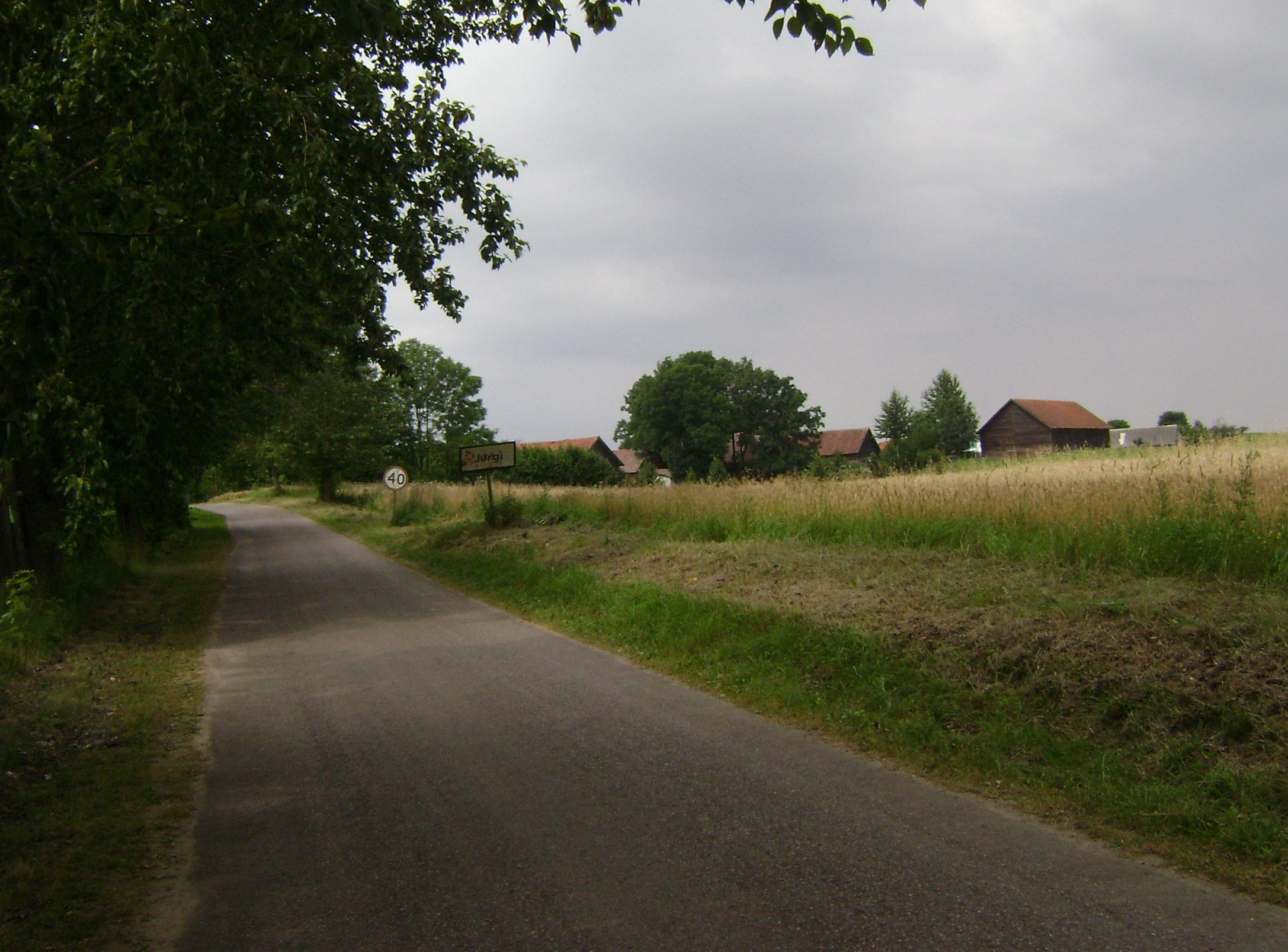
Ortseinfahrt Jurgi

## Geschichte
Das einstige Georgengut, nach 1785 Jürgenguth und vor 1871 Georgensguth genannte kleine Dorf wurde 1384 gegründet. Der Hochmeister Konrad Zöllner von Rotenstein verlieh in der Gründungsurkunde vom 12. Februar jenes Jahres Jakob, Jürgen und Dietrich Land sowie das Privileg zum Fischfang „zu Tisches Notdurft“. „Weil sie in den vergangenen unruhigen Zeitläuften verlorengeganngen war“, wurde die Handfeste von Hochmeister Paul von Rußdorf 1429 erneuert.
Zwischen 1874 und 1945 war Gegorgensguth in den Amtsbezirk Nareythen (polnisch Narajty) im ostpreußischen Kreis Ortelsburg eingegliedert.
Im Jahre 1910 waren in Georgensguth 175 Einwohner gemeldet. Ihre Zahl belief sich 1933 auf 220 und 1939 auf 173.
Georgensguth wurde 1945 in Kriegsfolge mit dem gesamten südlichen Ostpreußen an Polen überstellt. Das Dorf erhielt die polnische Namensform „Jurgi“ und ist heute mit dem Sitz eines Schulzenamtes eine Ortschaft im Verbund der Stadt-und-Land-Gemeinde Pasym (Passenheim) im Powiat Szczycieński (Kreis Ortelsburg), bis 1998 der Woiwodschaft Olsztyn, seither der Woiwodschaft Ermland-Masuren zugehörig. Im Jahre 2011 zählte Jurgi 142 Einwohner.

## Kirche

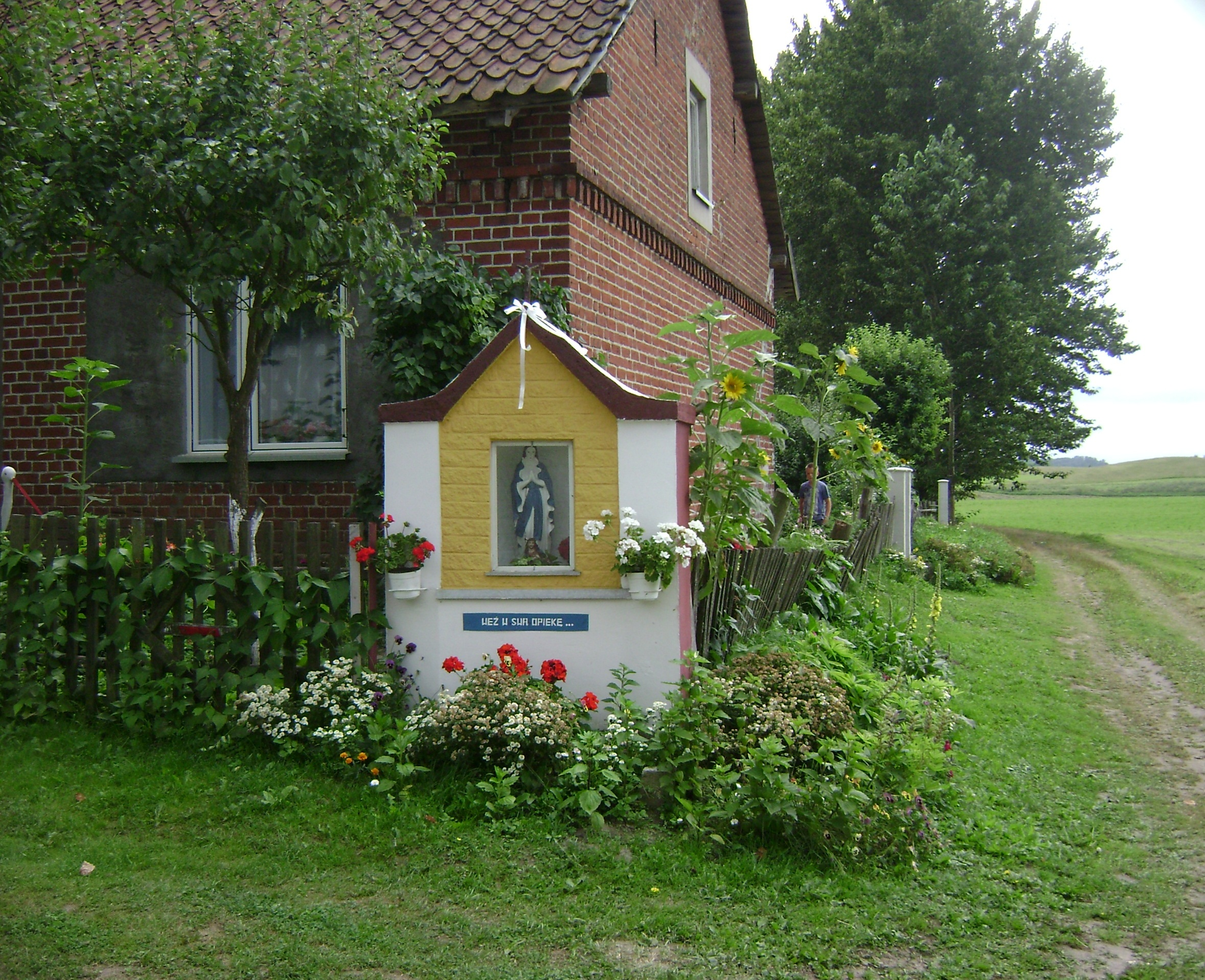
Bildstock in Jurgi

### Evangelisch
Bis 1898 gehörte Georgensguth zur evangelischen Kirche Passenheim und wurde dann in das neu errichtete Kirchspiel Neuhof (polnisch Nowy Dwór) im Kreis Neidenburg in der Kirchenprovinz Ostpreußen der Kirche der Altpreußischen Union umgepfarrt. Heute ist Jurgi in die evangelische Kirche Pasym in der Diözese Masuren der Evangelisch-Augsburgischen Kirche in Polen eingegliedert.

### Römisch-katholisch
Georgensguth war bis 1945 in die römisch-katholische Pfarrei in Passenheim im Bistum Ermland einbezogen.  Heute ist das Dorf in die St.-Adalbert-Kirche in Nowy Dwór im Erzbistum Ermland eingepfarrt.

## Schule

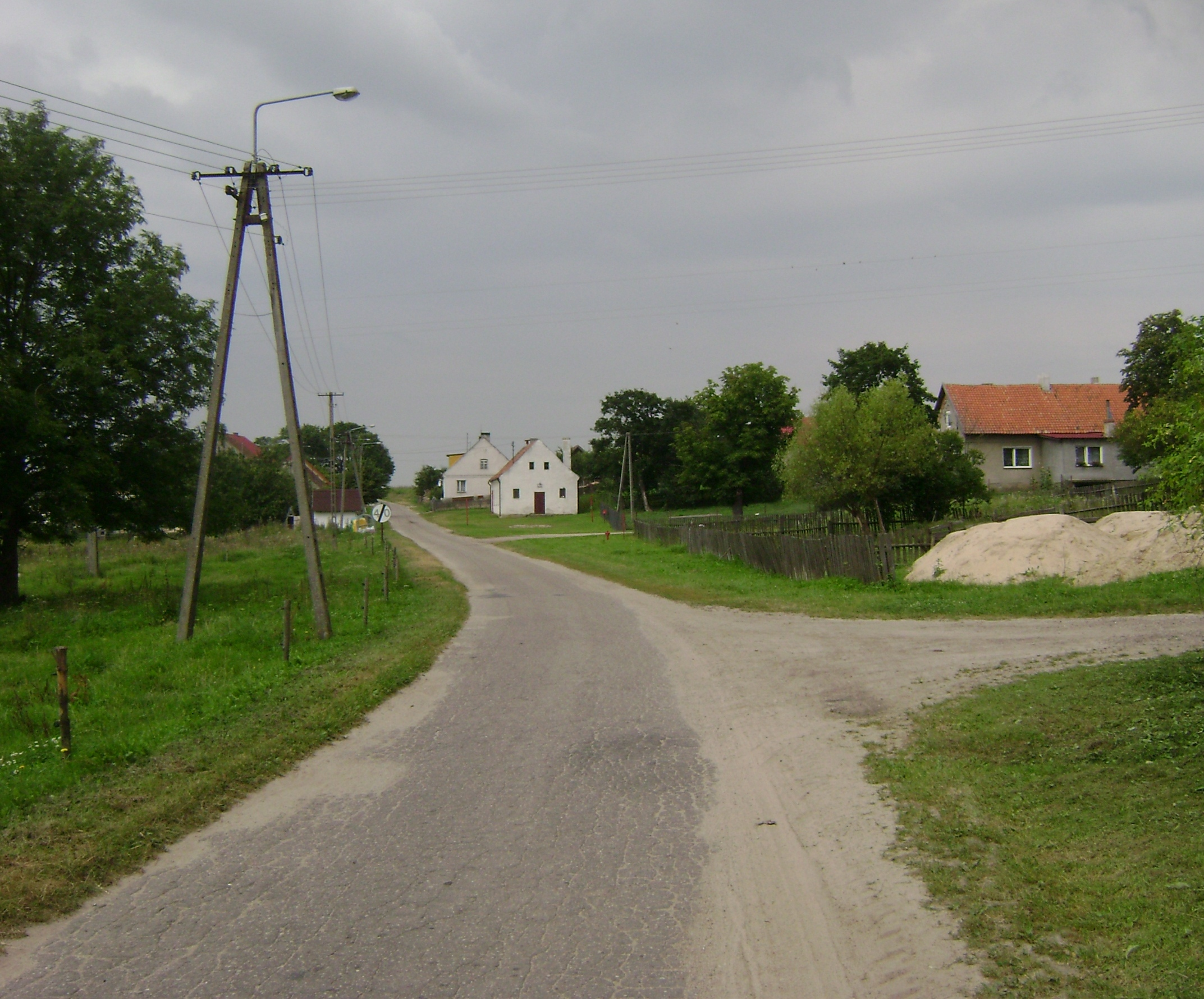
Dorfstraße in Jurgi

Georgensguth bildete mit Schwirgstein (polnisch Dźwiersztyny) einen Schulverband. 1886 wurde in Schwirgstein eine zweiklassige Schule gebaut. 1902 jedoch trennte sich der Schulverband, und Georgensguth erhielt einen eigenen Lehrer. Ein Schulraum und eine Lehrerwohnung allerdings mussten angemietet werden.

## Verkehr
Jurgi ist über eine Nebenstraße zu erreichen, die bei Grom (Grammen) von der polnischen Landesstraße 53 (einstige deutsche Reichsstraße 134) abzweigt und nach Waplewo (Waplitz) in der Gmina Jedwabno (1938 bis 1945 Gedwangen) führt. Grom ist außerdem die nächste Bahnstation und liegt an der Bahnstrecke Olsztyn–Ełk.